# Konjugiertes Protein

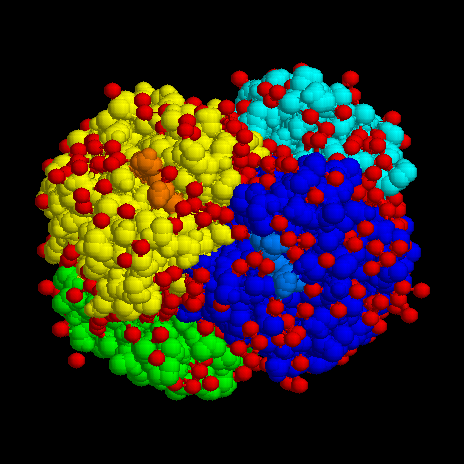
Das mit Häm konjugierte Protein Hämoglobin mit vier unterschiedlich gefärbten Untereinheiten

Ein konjugiertes Protein (auch Heteroprotein oder Proteid) ist ein Protein, das ein anderes Nichtprotein-Molekül gebunden hat. Im Gegensatz dazu bestehen multimere Proteine aus mehreren Proteinbestandteilen.

## Eigenschaften
Konjugierte Proteine sind z. B. Lipoproteine, Glycoproteine, Phosphoproteine, Hämproteine, Flavoproteine, Ribonukleoproteine, Metalloproteine, Phytochrome, Cytochrome und Opsine. Der Nichtprotein-Anteil eines konjugierten Proteins kann eine posttranslationale Modifikation oder eine prosthetische Gruppe sein.
Im Zuge einer Molekülmarkierung können in vitro unterschiedliche Moleküle mit Proteinen konjugiert werden.